# Daniel Georges
Daniel Georges est un militant communiste et résistant français, né le 9 octobre 1911 à Chanteloup-les-Vignes et mort le 25 mars 1994 à Montreuil.
Dans l'entre-deux-guerres, il devient militant communiste. En 1937 et 1938, il participe à la guerre d'Espagne dans les Brigades internationales. Fait prisonnier pendant la bataille de France en mai-juin 1940, le Troisième Reich l'interne en Prusse-Orientale, d'où il s'évade en novembre 1940 et rejoint la Lituanie proche où il est également interné par les Soviétiques. Libéré après l'invasion allemande de l'URSS de juin 1941, il est autorisé à rejoindre la France libre en Grande-Bretagne ou la résistance intérieure en France, ce qu'il fait en empruntant un cargo passant par l'océan Arctique, l'Islande et l'Écosse. Parachuté en Languedoc en 1942, il passe dans la clandestinité et devient membre du comité directeur du Front national de la zone sud : il participe à la libération de Marseille à l'été 1944.
En mai 1945, le comité départemental de libération le désigne maire des Lilas, fonction qu'il exerce jusqu'en 1947. Il est ensuite secrétaire local du parti communiste aux Lilas et à Saint-Mandé, en banlieue parisienne.
Daniel Georges était le frère aîné de Pierre Georges, connu sous le nom de colonel Fabien, également militant communiste et résistant, puis incorporé dans l'armée de De Lattre à l'automne 1944, et qui est mort pour la France quelques semaines après en Alsace, à l'âge de 25 ans.

## Biographie

### Jeunesse communiste avant-guerre
Daniel, Léon, Paul Georges naît le 9 octobre 1911 à Chanteloup-les-Vignes. Son père, Félix, ancien combattant de la Première Guerre mondiale, est ouvrier boulanger, militant syndical et proche du Parti communiste français, auquel il adhère en 1930,. 
Sa mère, Blanche, est vendeuse et meurt de la tuberculose à 38 ans en 1928, l'année des 17 ans de Daniel Georges.
Daniel Georges commence à travailler à 14 ans. Il devient ouvrier photograveur et offsettiste dans l'imprimerie. En 1928, il adhère aux Jeunesses communistes, où on lui confie bientôt des responsabilités au sein de la Fédération des pionniers. C'est ainsi qu'il effectue en 1930 un stage de formation de trois mois à Moscou, dans une école de cadres du mouvement des pionniers. Inscrit au parti communiste à partir de janvier 1934, il séjourne une nouvelle fois à Moscou du 25 juillet au 30 août 1935, afin de participer au VIe congrès de l'Internationale des jeunes communistes.
En 1936, il se porte volontaire avec son jeune frère Pierre pour aller combattre en Espagne dans les Brigades internationales. De février 1937 à novembre 1938, il y exerce les responsabilités de commissaire de compagnie dans le bataillon Henri-Barbusse de la XIVe brigade internationale. Victime de l'explosion d'une bombe, il est rapatrié avec un tympan déchiré,.
Peu de temps avant que n'éclate la Seconde Guerre mondiale, Daniel Georges devient permanent du parti communiste. Le 7 novembre 1939, il épouse à Bobigny Raymonde Le Margueresse, rencontrée en 1938. Militante communiste et future résistante, Raymonde sera arrêtée en gare d'Avon le 11 août 1942, puis déportée vers Auschwitz-Birkenau le 24 janvier 1943. Atteinte de dysenterie, elle y mourra au début de mars 1943, à l’âge de 26 ans.

### Captivité en Allemagne et en Union soviétique
À l'automne 1939, Daniel Georges est mobilisé sur la ligne Maginot. Pendant la campagne de France, il est fait prisonnier par les Allemands et envoyé en Prusse-Orientale. En novembre 1940, alors qu'il travaille dans un kommando à seulement quelques dizaines de kilomètres de la frontière lituanienne, il s'évade en compagnie de Marius Villeroy, un ancien camarade d'école de Bagnolet, retrouvé par hasard en captivité. Après avoir marché quelques heures vers l'est dans une région marécageuse et peu peuplée, les deux hommes entrent en Union soviétique le 21 novembre 1940.
Le Pacte germano-soviétique étant alors en vigueur, le pouvoir soviétique a pour principe d'interner les prisonniers de guerre évadés, les accusant de passage illégal de la frontière, voire d'espionnage. Les garde-frontières conduisent donc les deux évadés à la prison de Kaunas, alors capitale de la Lituanie soviétique. Après quelques jours ou semaines, les deux hommes sont transférés à Moscou, peut-être à la Loubianka, puis à la prison de la Boutyrka. Avec une vingtaine d'autres prisonniers évadés français, ils y occupent la cellule 95, où ils sont entre autres rejoints le 28 janvier 1941 par Jean-Louis Crémieux-Brilhac.
À la suite d'une grève de la faim (à laquelle Daniel Georges, Marius Villeroy et Antoine Jacquetant, militants communistes confiants dans l'Union soviétique, refusent de participer), les Français internés à la Boutyrka sont progressivement transférés à partir du 7 février 1941 vers le camp de Kozielsk, à environ 220 km au sud-sud-ouest de Moscou, entre Kalouga, Briansk et Orel. Daniel Georges s'y affirme comme le chef de file de la minorité communiste parmi les évadés, ce qui conduit à des heurts avec les anticommunistes du groupe, ainsi qu'avec le trio d'officiers conservateurs constitué par Pierre Billotte, Alain de Boissieu et Jean Richemond, également internés à Kozielsk à partir d'avril 1941. De concert avec Jean-Louis Crémieux-Brilhac, Daniel Georges participe à la vie collective en faisant sept conférences sur l'histoire, l'Union soviétique et le socialisme, en animant régulièrement une causerie sur les événements politiques et militaires de la semaine, puis en assumant la responsabilité de la bibliothèque mise à leur disposition.
L'invasion de l'URSS par l'Allemagne, qui commence le 22 juin 1941, modifie l'attitude des Soviétiques vis-à-vis des évadés. La Wehrmacht déferlant vers Kozielsk, ils sont évacués le 29 juin, d'abord sur Moscou, puis vers le camp de Griazovets, près de Vologda, à 450 km au nord de Moscou, où ils arrivent le 2 juillet. Volontaire dès Kozielsk pour participer au combat aux côtés des Soviétiques, Daniel Georges quitte Griazoviets pour Moscou dans la nuit du 24 au 25 juillet, en compagnie de treize de ses camarades communistes. Au total, cent quatre-vingt-six des évadés gagneront l'Angleterre à la fin de l'été 1941 pour rejoindre la France libre, tandis que trente-deux resteront en Union soviétique.

### Volontaire pour combattre en Union soviétique
De Moscou, Daniel Georges et ses treize compagnons communistes sont envoyés dans une école du parti, afin d'y recevoir un entraînement militaire et un complément d'instruction politique et économique. Selon Daniel Georges, cette formation aurait eu lieu à Kountsevo, une petite ville située immédiatement à l'ouest de Moscou. Cette affirmation est toutefois contestée par Jean-Louis Crémieux-Brilhac, selon lequel Daniel Georges et ses camarades auraient été formés à Planernaïa, à une vingtaine de kilomètres au nord-ouest de Moscou,.
Durant son séjour à l'école de parti, Daniel Georges reçoit la visite de Raymond Guyot, député communiste de Villejuif et responsable des Jeunesses communistes, réfugié en Union soviétique depuis le début de 1940. Celui-ci propose à Daniel Georges de l'accompagner en France où le parti a besoin de tous ses cadres. Daniel Georges accepte : le 9 octobre 1941, date de son trentième anniversaire, il est reçu avec Raymond Guyot par Georgi Dimitrov, secrétaire de l'Internationale communiste qui leur souhaite bonne chance pour les combats à venir.
Avant son départ en mission, Daniel Georges séjourne encore quelques mois en Union soviétique. Évacué de Moscou fin octobre 1941 en raison de l'avance allemande, il gagne Kouïbychev le 7 novembre, à bord du dernier train Pullmann dans lequel voyagent également Raymond Guyot, André Marty, Maurice Thorez et la femme de ce dernier, Jeannette Vermeersch. Il est ensuite dépêché à Oufa, capitale de la Bachkirie et siège provisoire de l'Internationale communiste, puis à Kouchnarenkovo (en), à 65 km au nord-ouest d'Oufa, où l'école politique de l'Internationale communiste est en cours de réorganisation sous la houlette, entre autres, d'André Marty. Il n'y reste toutefois que quelques jours car, à la mi-novembre, Raymond Guyot le rappelle à Moscou, où il demeure pendant quinze jours à l'hôtel Métropole durant le siège de la capitale.

### Retour en France et Résistance en zone sud
Début décembre 1941, Daniel Georges, Raymond Guyot et Francine Fromond, militante communiste de 24 ans volontaire pour être opératrice radio du parti clandestin, s'envolent à partir d'un aérodrome de fortune vers Arkhangelsk, près de l'océan Arctique. Ils embarquent ensuite pour l'Angleterre dans un petit cargo soviétique mais, celui-ci ayant connu une avarie, ils dérivent vers le nord et doivent être remorqués par un brise-glace qui les ramène à Mourmansk pour la Noël. Ils atteignent finalement l'Écosse au début de février 1942, en passant par l'Islande.
En Grande-Bretagne, Daniel Georges et ses compagnons sont pris en charge par des officiers de l'Intelligence Service. Après un mois d'entraînement, d'abord dans le Sud de l'Angleterre, puis à Manchester, ils sont parachutés dans les environs de Pézenas dans la nuit du 3 au 4 mars 1942. Au matin, ils se séparent à Agde, Daniel Georges prenant le train pour Toulouse, tandis que Raymond Guyot et Francine Fromond gagnent Lyon,.
Par la suite, Daniel Georges rejoint également la région lyonnaise. Il parvient à se faire démobiliser par le bureau militaire de Bourg-en-Bresse et obtient des papiers en règle en prétendant s'être évadé d'Allemagne par l'ouest. À Lyon, il travaille d'abord dans une imprimerie, avant de basculer totalement dans la clandestinité : devenu le second de Georges Marrane, ancien maire communiste d'Ivry-sur-Seine entré dans la clandestinité au début de la guerre, il joue le rôle d'agent de liaison et d'instructeur politique du Front national pour la libération et l'indépendance de la France en zone libre, circulant de ville en ville pour transmettre sur le terrain les directives des responsables lyonnais du mouvement. C'est également à Lyon qu'il rencontre, pour la seule et unique fois de la guerre, son jeune frère Pierre, venu négocier une livraison d'armes, mais dont il ignore l'essentiel des activités résistantes. Membre du comité directeur du Front national de la zone sud, il est l’un des acteurs de la libération de Marseille.

### Après-guerre
En mai 1945, Daniel Georges est désigné comme maire des Lilas par le comité départemental de libération local, fonction qu'il exerce jusqu'en 1947. Après-guerre, il est également secrétaire du PCF aux Lilas, puis à Saint-Mandé.
En 1949, il est désigné par le groupe communiste de l'Assemblée nationale pour être conseiller de l'Union française. Il siège dans cette assemblée jusqu'en 1952,.
Il termine sa carrière comme attaché culturel à la mairie de Montreuil-sous-Bois (devenue légalement  « Montreuil » en 1964). Il meurt dans cette ville le 25 mars 1994,.